# Craugastor inachus
Craugastor inachus is een kikker uit de familie Craugastoridae. De soort werd voor het eerst wetenschappelijk beschreven door Jonathan Atwood Campbell en Jay Mathers Savage in 2000. Oorspronkelijk werd de wetenschappelijke naam Eleutherodactylus inachus gebruikt.
De soort is endemisch in Guatemala. Craugastor inachus wordt bedreigd door het verlies van habitat.